# Macbridea
Macbridea, biljni rod iz porodica medićevki smješten u tribus Synandreae, dio potporodice Lamioideae. Opisan je 1818.  . Postoje dvije vrste trajnica na jugoistoku  Sjedinjenih Država (Florida, Georgia, Sjeverna Karolina, Južna Karolina). Obje vrste vode se kao rijetke.

## Opis
Trajnice. Tipična je Macbridea caroliniana, relativno rijetka vrsta koja naraste do visine od oko 3 stope (91 cm.) na čijem su vrhu atraktivni ljubičasti cvjetovi. Druga vrsta M. alba, razlikuje se po tome što ima bijele cvjetove.

## Vrste
1. Macbridea alba Chapm. Floridski endem
2. Macbridea caroliniana (Walter) S.F.Blake